# Larisa Tsagaraeva
Larisa Viktorovna Tsagaraeva (em russo: Лариса Викторовна Цагараева; Vladikavkaz, 4 de outubro de 1958) é uma ex-esgrimista soviética de florete. Ela conquistou uma medalha olímpica de prata por equipes nos Jogos de 1980, em Moscou. Por suas conquistas e colaborações, recebeu os títulos de Mestre Honrado de Esporte da União Soviética e Contribuinte de Honra da Ossétia do Norte-Alânia.

## Biografia
Durante uma entrevista de 2011, Tsagaraeva declarou que praticou outros esportes durante sua infância, incluindo atletismo, basquetebol e voleibol. Ela iniciou na esgrima com onze anos e considera seu pai e seu primeiro treinador, Vladislav Sergeevich Ivanov, os seus maiores incentivadores. Sobre Ivanov, ela o adjetivou como o "forjador" dos campeões mundiais, olímpicos e soviéticos, mesmo em condições precárias de treinamento.
Tsagaraeva detém os títulos de Mestre Honrado de Esporte da União Soviética e Contribuinte de Honra da Ossétia do Norte-Alânia. Quando completou sessenta anos de idade, ela recebeu inúmeras declarações de terceiros, incluindo do chefe da Ossétia do Norte-Alânia, Vyacheslav Bitarov, que alegou:
Suas vitórias e conquistas são evidências de uma vontade inflexível, determinação e capacidade de trabalhar com repleta dedicação. Ao estabelecer um alto nível moral e profissional, você compartilha sua experiência com os jovens alunos há muitos anos, auxiliando a estabelecer as bases para o desenvolvimento futuro da esgrima na república. Agradeço por todos os feitos, desejo boa saúde, energia e atividade por muitos anos!
O presidente da Federação de Esgrima da República da Ossétia do Norte-Alânia a descreveu como a primeira esgrimista osseta que alcançou o sucesso, sendo responsável por "abrir o caminho" para Olga Velichko e Aida Shanaeva.

## Carreira
Tsagaraeva participou de uma edição dos Jogos Olímpicos. Na ocasião, o evento por equipes dos Jogos de Moscou. Integrante do segundo grupo, a União Soviética debutou com uma vitória em cima da Romênia; Tsagaraeva conseguiu um triunfo no embate contra Aurora Dan, mas foi derrotada por Viorica Țurcanu. Já na segunda partida, ela venceu as italianas Clara Mochi e Susanna Batazzi; contudo, encerrou seus embates com um revés para Dorina Vaccaroni. Depois desta fase, Tsagaraeva não participou da vitória sobre a Polônia nas semifinais, e da derrota para a França na decisão. Apesar do resultado negativo, as soviéticas conquistaram a medalha de prata.
Tsagaraeva também possuí um título mundial (1981) e três títulos europeus (1979, 1980 e 1981).